# Путяты (деревня)
Путяты (бел. Пуцяты) — деревня в Мстиславском районе Могилёвской области Белоруссии. Входит в состав Подсолтовского сельсовета.

## География
Деревня находится в северо-восточной части Могилёвской области, в пределах Оршанско-Могилёвской равнины, к северу от реки Горянки, вблизи государственной границы с Российской Федерацией, на расстоянии примерно 13 километров (по прямой) к северо-западу от Мстиславля, административного центра района. Абсолютная высота — 210 метров над уровнем моря.

## История
В конце XVIII века деревня входила в состав Мстиславского воеводства Великого княжества Литовского.
Согласно «Списку населенных мест Могилёвской губернии» 1910 года издания населённый пункт входил в состав Даниловского сельского общества Старосельской волости Мстиславского уезда Могилёвской губернии. Имелось 33 двора и проживал 101 человек (53 мужчины и 48 женщин).

## Население
По данным переписи 2009 года, в деревне проживало 10 человек.